# L'Amour masqué
L'Amour masqué est une comédie musicale en trois actes de Sacha Guitry et André Messager créée au théâtre Édouard-VII le 15 février 1923. Sacha Guitry et Yvonne Printemps interprètent eux-mêmes les deux rôles principaux.
L'air J'ai deux amants est associé à la comédie musicale.

## Histoire
En 1923, le compositeur anglais Yvan Carryl sollicite Sacha Guitry pour qu’il lui écrive le livret d’une opérette, mais il meurt avant que le projet ne puisse se concrétiser. Ayant entamé la rédaction de ce qui s'appelle encore J’ai deux amants, Guitry fait alors appel à son ami André Messager (1853-1929) lequel compose, à soixante-dix ans, une partition particulièrement bienvenue : « Le sujet était libertin, mais la musique était là pour atténuer ce qui risquait de paraître trop vif, dans la situation générale, autant que dans quelques expressions ».
De cette collaboration naît un chef-d’œuvre qui triomphe au théâtre Édouard-VII à Paris le 15 février 1923, avec en tête d’affiche Guitry et son épouse d’alors, Yvonne Printemps. À propos de l’interprétation de cette dernière, André Messager déclare dans Comœdia : « Mademoiselle Yvonne Printemps est une artiste admirable. Elle n’avait jamais été entendue dans une œuvre lyrique de cette importance… Beaucoup de cantatrices pourraient prendre exemple sur elle… »,. Quant à Guitry, connu pour l’hypertrophie de son « moi », il sembla un peu « déstabilisé » par l’univers musical dont il était écarté par la nature même de son rôle parlé,.

## Argument
Acte 1
« Elle » a vingt ans. Elle est riche grâce à la libéralité de ses deux « protecteurs », le Baron d’Agnot et le Maharadjah, qu'elle n’aime pas bien entendu. Elle est tombée amoureuse d’un jeune inconnu dont elle a dérobé le portrait chez un photographe. « Lui » a quarante ans (et même un peu plus). La photo, qui date de vingt ans, est la sienne. Prévenu par le photographe, il se rend chez Elle pour récupérer son bien. Elle croit qu’il s’agit du père du jeune homme. Lui ne la contredit pas et accepte pour son fils l’invitation à un bal masqué birman qu’elle organise le soir même.
Acte 2
Le prétendu fils arrive au bal masqué, ainsi que le baron et le Maharadjah (ce dernier flanqué d’un interprète) et huit autres invités (quatre femmes et quatre hommes). Les deux servantes, habillées comme leur maîtresse, devront se charger du baron et du Maharadjah, tandis qu’Elle passera la nuit avec Lui.
Acte 3
Chacun semble avoir mis la nuit à profit, notamment la seconde servante avec le Baron d’Agnot. Par contre le Maharadjah est moins crédule et c’est avec l’interprète que la première servante a passé la nuit. Lui est donc arrivé à ses fins, mais il ne sait comment avouer la supercherie. C’est une piqûre de rose qui fera découvrir la vérité. Elle ne prend pas ombrage de la différence d’âge. D’ailleurs, elle reste fidèle à ses principes, c’est-à-dire d’avoir deux amants : pour l’occasion, le père et le fils réunis en une seule personne.

## Numéros musicaux
Acte 1
- Introduction et air « Veuillez accepter quelques roses » (les deux servantes, Elle)
- Couplets « J’ai deux amants » (Elle)
- Tango chanté « Valentine a perdu la tête » (le Baron)
- Quintette « Kartoum belafft » (Elle, l’Interprète, le Maharadjah, les deux servantes)
- Air « Mon rêve » (Elle)
- Final « Je m’étais juré qu’à vingt ans » (Elle)

Acte 2
- Couplets « Depuis l'histoire de la pomm' » (Elle et les servantes)
- Sortie « Que si l' plus grand plaisir de l'homme »
- Chœur « Fête charmante »
- Sortie « Fête charmante »
- Duo « Viens, s'il est vrai que tu m'attends » (Elle et Lui)
- Chanson des Bonnes « J'aime pas les bonn's » (le Baron)
- Chant birman « Lalla vabim ostogenine » (le Maharadjah)
- Ensemble et Chanson de koutchiska « Messieurs les invités » (les invités et l'Interprète)
- Couplets du charme « Il est un pouvoir dont le Temps » (Elle)
- Final « Excusez-nous si nous partons » (Tous)

Acte 3
- Couplet « Ah! quelle nuit! Quelle maîtresse ! » (Lui)
- Quatuor « Le Maradjah m' disait » (Elle, l'Interprète, les deux servantes)
- Couplet « Ah! quelle nuit! Quelle maîtresse ! » (Le Baron)
- Romance « Pourquoi m'en écrire un volume » (Elle)
- Duetto « Excellente combinaison » (1re servante, l’Interprète)
- Final « J'ai deux amants » (Elle)

## Distribution
Création (1923)
- Yvonne Printemps : Elle

- Sacha Guitry : Lui
- André Urban : le baron d'Agnot
- Pierre Darmant : le Maharadjah
- Louis Maurel : l'Interprète
- Marthe Ferrare : première servante
- Marie Dubas : deuxième servante
- Louis Kerly : le maître d'hôtel
- Georges Lemaire : le valet
- Henry Garat : un monsieur
- Jugain : un monsieur
- Marin : un monsieur
- De Size : un monsieur
- Suzanne Duval : une dame
- Suzanne Duplessis : une dame
- Reine Bernède : une dame
- Germaine Cornet : une dame

Reprise (1970),,
- Florence Raynal : Elle
- Jean Marais : Lui
- Robert Manuel : le baron d'Agnot
- Dominique Tirmont : le Maharadjah
- Jean Parédès : l'Interprète
- Caroline Clerc : première servante
- Arlette Didier : deuxième servante
- Christian Borel : le maître d'hôtel

Première le 7 mai 1970 au théâtre du Palais-Royal (Paris)
Mise en scène : Jean-Pierre Grenier
Chorégraphie : Colette Brosset
Scénographie et costumes : André Levasseur
Lumières : Roger Ragoy
Direction musicale : Georges van Parys ou Georges Durdan